# Åse Gruda Skard

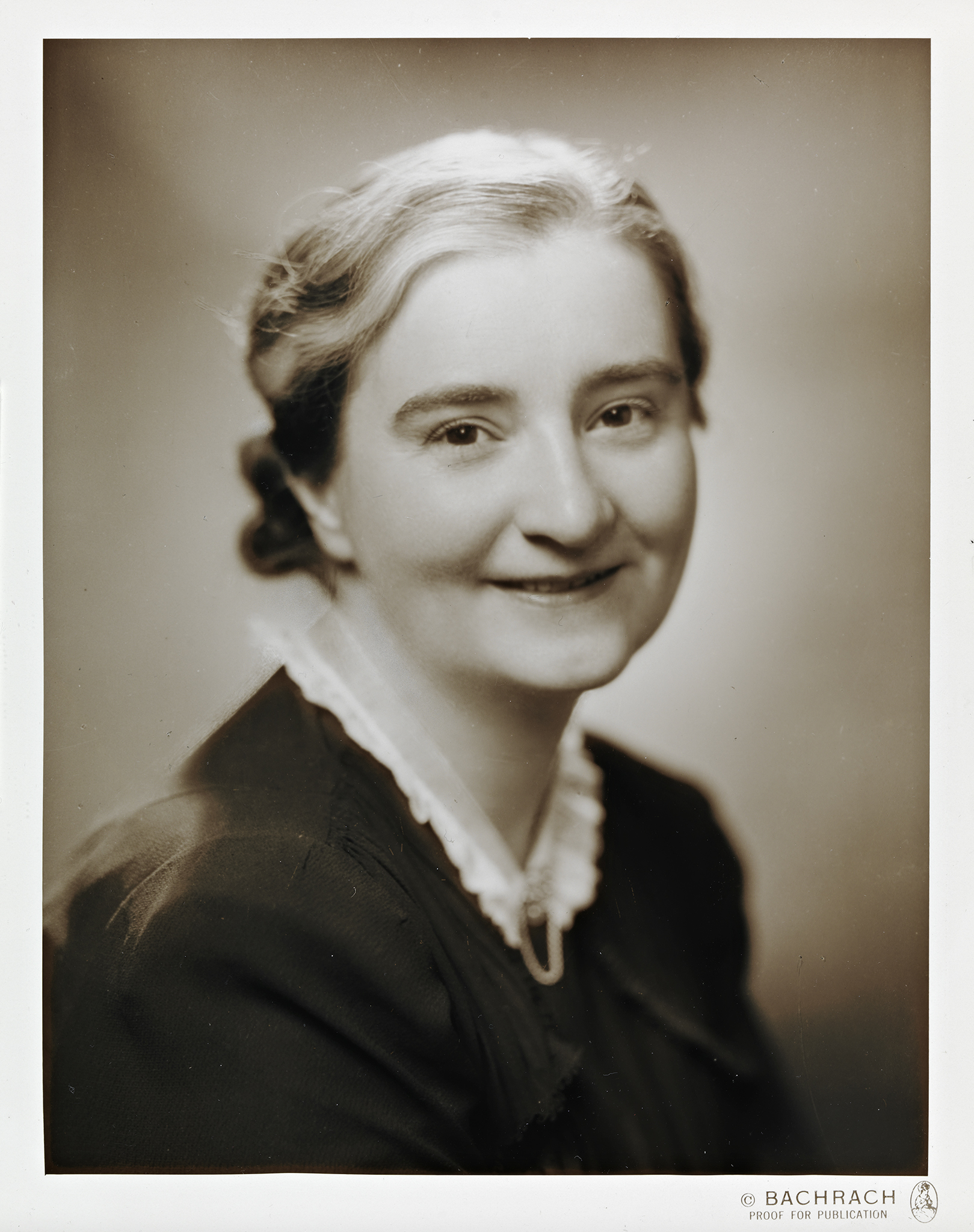
Åse Gruda Skard

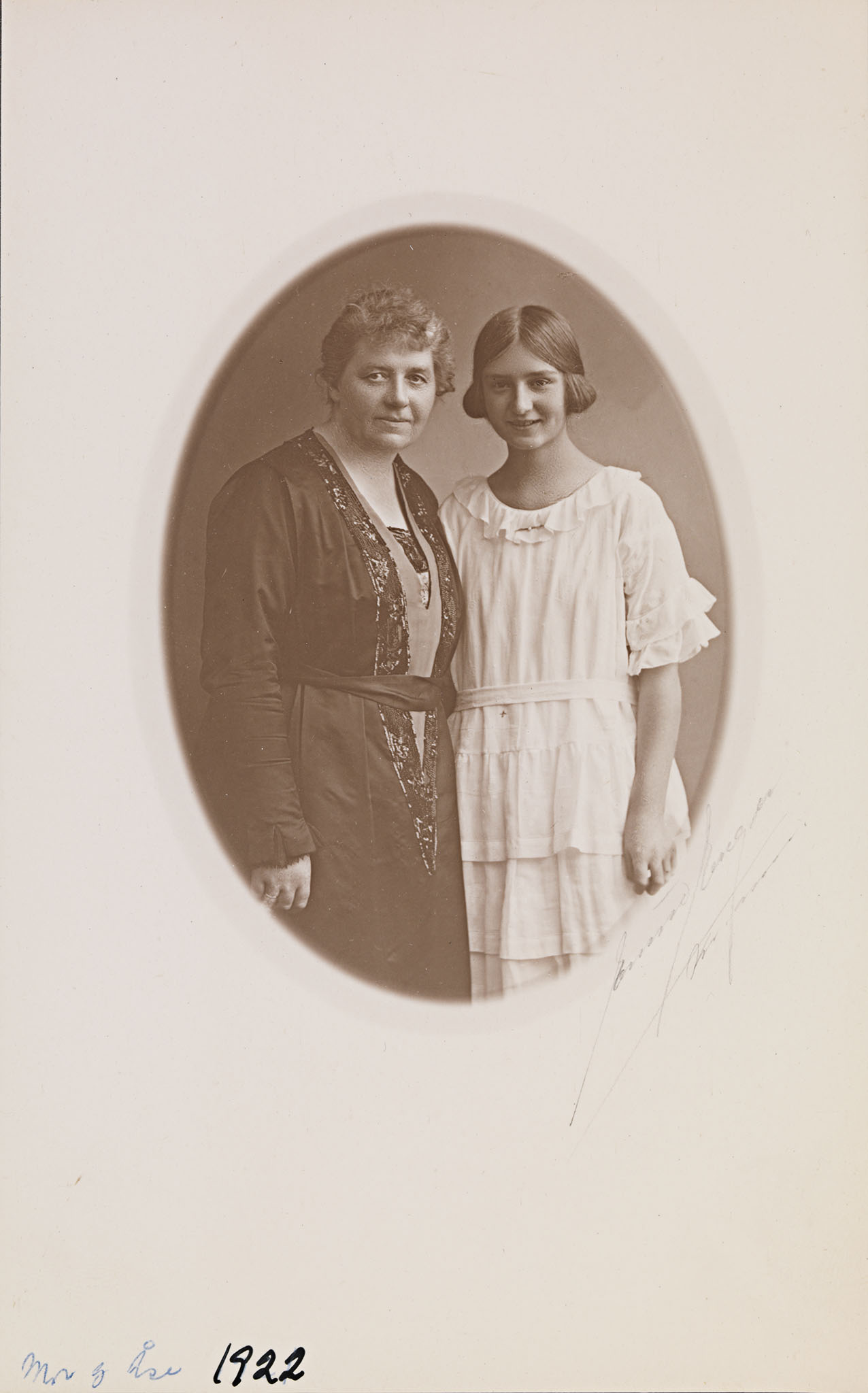
Åse Gruda Skard (right) mit ihrer Mutter Karen Grude Koht im Jahre 1922.

Åse Gruda Skard (* 2. Dezember 1905 in Kristiania; † 13. August 1985 in Bærum) war eine norwegische Hochschullehrerin, Kinderpsychologin und Autorin. Sie gilt als Wegbereiterin in den Bereichen Kinderentwicklung und -Psychologie.

## Leben
Sie wurde 1905 in Kristiania (heute Oslo) geboren als Tochter von Halvdan Koht (1873–1965) und Karen Elisabeth Grude (1871–1960). Ihr Vater war Historiker und Professor an der Universität Oslo. Ihre Mutter war Pädagogin, Autorin und Frauenrechtlerin, und ihr Bruder Paul Koht war Diplomat und Botschafter.
1931 erwarb sie einen Master in Psychologie an der Universität Oslo. Nachdem sie ein Jahr lang in den USA studierte, kehrte sie nach Norwegen zurück und arbeitete ab 1933 als wissenschaftliche Assistentin an der Psychologischen Fakultät der Universität Oslo.
Während der deutschen Besatzung Norwegens von 1940 bis 1945 lebte sie in den Vereinigten Staaten und unterrichtete am Wilson College in Chambersburg (Pennsylvania). Nach der Befreiung Norwegens unterrichtete sie Psychologie mit Schwerpunkt Kinderpsychologie an der Universität Oslo von 1947 bis 1973.
1934 gründete sie den Norwegischen Psychologenverband (Norsk psykologforening) und war dessen Vorsitzende von 1945 bis 1949. Von 1936 bis 1970 gab sie den Zeitschrift Norsk Pedagogisk Tidsskrift heraus. Darüber hinaus verfasste sie 24 Bücher und fast 2.000 Fachartikel.

## Familie
Sie war mit dem Schriftsteller Sigmund Skard verheiratet, der auch Professor für Literatur an der Universität Oslo war. Sie hatte fünf Kinder, darunter die Zwillinge Målfrid Grude Flekkøy (1936–2013) und Torild Skard (* 1936), die als Psychologinnen tätig und mit dem UNICEF verbunden waren. Der Sohn Halvdan Skard (* 1939) wurde Vorsitzender des Norwegischen Kulturrats.
1980 wurde Åse Gruda Skard zum Ritter 1. Klasse des Sankt-Olav-Orden befördert und wurde Ehrendoktor der Universität Bergen.
Skard starb mit 79 im Jahre 1985 und wurde auf dem Kirchhof Haslum in Bærum bestattet.

## Werke (Auswahl)
- Pedagogisk psykologi (1937, zusammen mit Karen Grude Koht)
- Barn i vardagslivet (1940)
- Ungene våre (1948)
- Vanlige vansker med vanlige barn  (1965)
- Praktisk barnepsykologi (1972)
- Liv laga. Ei minnebok 1905–1940 (1985)